# Nati nel 1876
| Questa pagina contiene informazioni ricavate automaticamente dalle voci biografiche con l'ausilio del template Bio e di un bot. L'aggiornamento è periodico e automatico e ricostruisce completamente la pagina. Se manca una persona in questa lista, sei pregato di non aggiungerla, ma accertati piuttosto che la sua voce biografica contenga il template Bio e che i dati anagrafici siano correttamente compilati. Se il template Bio manca, inseriscilo tu stesso o, in alternativa, metti l'avviso {{tmp\|Bio}} che ne segnala la mancanza. Se i dati riportati sono sbagliati, correggi direttamente la voce biografica; le modifiche saranno visibili in questa lista entro pochi giorni. Per chiarimenti vedi il progetto biografie. La lista contiene solo le 912 persone che sono citate nell'enciclopedia e per le quali è stato implementato correttamente il template Bio. Pagina aggiornata al 18 ago 2025. |

## Gennaio(78)
- 1º gennaio - Sonia Abeloos, pittrice belga († 1969)
- 1º gennaio - Archimede Bellatalla, poeta italiano († 1935)
- 1º gennaio - A.E. Coleby, regista, sceneggiatore e attore inglese († 1930)
- 1º gennaio - Rosario Cutrufelli, ingegnere e politico italiano († 1949)
- 1º gennaio - Vasilij Nikolaevič Kajurov, rivoluzionario russo († 1936)
- 1º gennaio - Giovanni Attilio Pozzo, imprenditore e politico italiano († 1965)
- 1º gennaio - Cesare Zoppetti, attore italiano († 1940)
- 2 gennaio - Romeo Depaoli, architetto italiano († 1916)
- 2 gennaio - Nino Resegotti, arbitro di calcio e allenatore di calcio italiano († 1965)
- 3 gennaio - Fred Huseman, lottatore statunitense († 1940)
- 3 gennaio - Wilhelm Pieck, politico tedesco († 1960)
- 4 gennaio - Paola Drigo, scrittrice italiana († 1938)
- 5 gennaio - Konrad Adenauer, politico tedesco († 1967)
- 5 gennaio - William J. Hale, chimico e biologo statunitense († 1955)
- 5 gennaio - Ernest Jaspar, architetto belga († 1940)
- 6 gennaio - Christian Caminada, vescovo cattolico svizzero († 1962)
- 6 gennaio - Məşədi Əzizbəyov, politico azero († 1918)
- 7 gennaio - Ezechiele Huerta Gutiérrez, organista messicano († 1927)
- 7 gennaio - Konstantin Valentini, militare austro-ungarico († 1951)
- 8 gennaio - Armande de Polignac, compositrice francese († 1962)
- 9 gennaio - Drago Karel Godina, politico sloveno († 1965)
- 9 gennaio - Robert Michels, sociologo e politologo tedesco († 1936)
- 10 gennaio - Augusto Bertazzoni, arcivescovo cattolico italiano († 1972)
- 11 gennaio - Gaetano Canelles, poeta e magistrato italiano († 1942)
- 11 gennaio - Elmer Flick, giocatore di baseball statunitense († 1971)
- 11 gennaio - Thomas Hicks, maratoneta statunitense († 1952)
- 11 gennaio - Annie Krull, soprano tedesco († 1947)
- 12 gennaio - George Browne, giocatore di baseball statunitense († 1920)
- 12 gennaio - Jack London, scrittore, giornalista e drammaturgo statunitense († 1916)
- 12 gennaio - Paolo Lorenzini, scrittore, poeta e traduttore italiano († 1958)
- 12 gennaio - Ermanno Wolf-Ferrari, compositore italiano († 1948)
- 12 gennaio - Fevzi Çakmak, politico, generale e patriota turco († 1950)
- 13 gennaio - Jānis Akuraters, scrittore lettone († 1937)
- 13 gennaio - Charles Burnell, canottiere britannico († 1969)
- 13 gennaio - Luther P. Eisenhart, matematico statunitense († 1965)
- 13 gennaio - Lucy Feagin, insegnante statunitense († 1963)
- 13 gennaio - Erhard Schmidt, matematico tedesco († 1959)
- 14 gennaio - Jules Baillaud, astronomo francese († 1960)
- 14 gennaio - Robert Loraine, attore, impresario teatrale e aviatore inglese († 1935)
- 15 gennaio - Abd al-Aziz dell'Arabia Saudita, sovrano saudita († 1953)
- 16 gennaio - Claude Buckenham, crickettista e calciatore inglese († 1937)
- 16 gennaio - Anna Foà, entomologa italiana († 1944)
- 17 gennaio - Guido Alfani, sismologo e religioso italiano († 1940)
- 17 gennaio - Cristoforo II di Alessandria, vescovo ortodosso greco († 1967)
- 17 gennaio - Joseph Léstienne, ginnasta francese († 1966)
- 18 gennaio - Elsa Einstein, tedesca († 1936)
- 18 gennaio - Norman Victor Leaver, calciatore e arbitro di calcio inglese († 1919)
- 19 gennaio - Giuseppe Aprea, pittore italiano († 1946)
- 19 gennaio - Milan Begović, poeta, scrittore e drammaturgo croato († 1948)
- 19 gennaio - Virgilio Brocchi, scrittore italiano († 1961)
- 19 gennaio - Sydney Gibbes, docente inglese († 1963)
- 19 gennaio - Dragotin Kette, poeta sloveno († 1899)
- 20 gennaio - Giulio Ettore Erler, pittore italiano († 1964)
- 20 gennaio - Józef Hofmann, pianista e compositore polacco († 1957)
- 21 gennaio - Georges-Henri Luquet, filosofo francese († 1965)
- 21 gennaio - Amelia Pinto, soprano italiano († 1946)
- 21 gennaio - Ol'ha Taratuta, attivista sovietica († 1938)
- 22 gennaio - Francesco Guidi, generale e politico italiano († 1970)
- 22 gennaio - Flora Sandes, militare britannica († 1956)
- 23 gennaio - Otto Paul Hermann Diels, chimico tedesco († 1954)
- 23 gennaio - Rupert Mayer, gesuita tedesco († 1945)
- 23 gennaio - Alfredo Niceforo, criminologo e antropologo italiano († 1960)
- 24 gennaio - Beulah Marie Dix, scrittrice, sceneggiatrice e commediografa statunitense († 1970)
- 24 gennaio - Theodor Tobler, imprenditore svizzero († 1941)
- 25 gennaio - Guido Bustico, pedagogista e storico italiano († 1942)
- 25 gennaio - Herbert Eulenberg, drammaturgo, poeta e scrittore tedesco († 1949)
- 25 gennaio - Rosa Valetti, attrice e cabarettista tedesca († 1937)
- 26 gennaio - Alda Costa, docente italiana († 1944)
- 26 gennaio - Antonino Mango di Casalgerardo, araldista e storico italiano († 1948)
- 27 gennaio - José Luis Murature, avvocato e giornalista argentino († 1929)
- 28 gennaio - Dorothy Donnelly, attrice, drammaturga e librettista statunitense († 1928)
- 28 gennaio - Eleuterio Rodolfi, attore, regista e sceneggiatore italiano († 1933)
- 28 gennaio - André Wilmart, presbitero e medievista francese († 1941)
- 29 gennaio - Havergal Brian, compositore inglese († 1972)
- 29 gennaio - Ludolf Nielsen, compositore, violinista e direttore d'orchestra danese († 1939)
- 29 gennaio - Carlo Raggio, imprenditore e politico italiano († 1926)
- 30 gennaio - Henrique Alvim Corrêa, illustratore brasiliano († 1910)
- 30 gennaio - Mario Musso, militare italiano († 1915)

## Febbraio(69)
- 1º febbraio - Francisco Gómez-Jordana Sousa, militare e politico spagnolo († 1944)
- 2 febbraio - Arthur V. Johnson, attore e regista statunitense († 1916)
- 2 febbraio - Guido Jung, imprenditore e politico italiano († 1949)
- 2 febbraio - Franziskus Wolf, vescovo cattolico e missionario tedesco († 1944)
- 4 febbraio - Aggie Herring, attrice statunitense († 1939)
- 5 febbraio - James Carew, attore statunitense († 1938)
- 5 febbraio - Gabriel Delmotte, ingegnere, politico e imprenditore francese († 1950)
- 6 febbraio - Joe Deakin, mezzofondista britannico († 1972)
- 6 febbraio - Eugène-Henri Gravelotte, schermidore francese († 1939)
- 7 febbraio - Enea Tallone, architetto italiano († 1937)
- 8 febbraio - Paula Modersohn-Becker, pittrice tedesca († 1907)
- 9 febbraio - Martin Stixrud, pattinatore artistico su ghiaccio norvegese († 1964)
- 10 febbraio - Vincenzo Luigi Saitta, avvocato e politico italiano († 1957)
- 10 febbraio - Angelo Volpi, fantino italiano († 1931)
- 11 febbraio - Louis-Joseph-Marie Auneau, missionario e vescovo cattolico francese († 1959)
- 11 febbraio - Harold Gilman, pittore inglese († 1919)
- 11 febbraio - Léon Huybrechts, velista belga († 1956)
- 11 febbraio - Eugénie Joubert, religiosa francese († 1904)
- 11 febbraio - Olinto Marinelli, geografo italiano († 1926)
- 11 febbraio - Auguste Michant, pallanuotista belga
- 12 febbraio - Antonino Calcagnadoro, pittore e decoratore italiano († 1935)
- 12 febbraio - Paul Chack, scrittore francese († 1945)
- 12 febbraio - Fausto Ghigliotti, calciatore italiano († 1942)
- 12 febbraio - Thubten Gyatso, monaco buddhista tibetano († 1933)
- 13 febbraio - Pesend Hanım, principessa abcasa († 1924)
- 14 febbraio - Albert Bruce Jackson, botanico britannico († 1947)
- 15 febbraio - Ignazio Majo Pagano, sportivo italiano († 1961)
- 15 febbraio - Ernest Henry Wilson, botanico inglese († 1930)
- 16 febbraio - Léon Ambard, medico francese († 1962)
- 16 febbraio - Dina Romano, attrice italiana († 1957)
- 16 febbraio - Mack Swain, attore e regista statunitense († 1935)
- 16 febbraio - George Macaulay Trevelyan, storico e scrittore britannico († 1962)
- 16 febbraio - Guido Valerio, calciatore italiano († 1943)
- 16 febbraio - Gioacchino Volpe, storico e politico italiano († 1971)
- 17 febbraio - Jean Margraff, schermidore francese († 1959)
- 17 febbraio - Luis Martins de Souza Dantas, diplomatico brasiliano († 1954)
- 18 febbraio - Bonaventura Ibáñez, attore spagnolo († 1932)
- 18 febbraio - Andrea Ossoinack, politico italiano († 1965)
- 19 febbraio - Constantin Brâncuși, scultore romeno († 1957)
- 19 febbraio - Campbell Brown, golfista statunitense († 1951)
- 19 febbraio - Giulio Casalini, politico italiano († 1956)
- 19 febbraio - Arthur von Gerlach, regista teatrale e regista cinematografico tedesco († 1925)
- 19 febbraio - Niels Høeg, compositore di scacchi danese († 1951)
- 19 febbraio - Henri Hérouin, arciere francese († 1926)
- 20 febbraio - Fëdor Stepanovič Akimenko, musicista ucraino († 1945)
- 20 febbraio - Hertha von Hagen, attrice austriaca († 1962)
- 20 febbraio - Angelo Omodeo, ingegnere e funzionario italiano († 1941)
- 20 febbraio - Giuseppe della Gherardesca, politico italiano († 1968)
- 21 febbraio - Romolo Bernardi, pittore e scultore italiano († 1956)
- 21 febbraio - Pëtr Petrovič Končalovskij, pittore russo († 1956)
- 21 febbraio - Joseph Meister, francese († 1940)
- 22 febbraio - Antonio De Witt, pittore italiano († 1967)
- 22 febbraio - Gordon Morgan Holmes, neurologo inglese († 1965)
- 22 febbraio - Daniel Walter Morehouse, astronomo statunitense († 1941)
- 22 febbraio - Ita Wegman, medico olandese († 1943)
- 22 febbraio - Giovanni Zenatello, tenore e impresario teatrale italiano († 1949)
- 22 febbraio - Zitkála-Šá, scrittrice, attivista e musicista nativa americana († 1938)
- 23 febbraio - Senjūrō Hayashi, politico e generale giapponese († 1943)
- 23 febbraio - Antonino Russo Giusti, drammaturgo italiano († 1957)
- 24 febbraio - Victor Moore, attore, regista e sceneggiatore statunitense († 1962)
- 25 febbraio - Paul Louis Amans Dop, botanico francese († 1954)
- 25 febbraio - Alduino Emidi, fantino italiano († 1922)
- 25 febbraio - Philip Graves, giornalista irlandese († 1953)
- 26 febbraio - Anteo Carapezzi, ciclista su strada, pistard e dirigente sportivo italiano († 1957)
- 26 febbraio - Agustín Pedro Justo, politico e generale argentino († 1943)
- 28 febbraio - Lily Branscombe, attrice neozelandese († 1970)
- 28 febbraio - John Alden Carpenter, compositore statunitense († 1951)
- 28 febbraio - Federico Negrotto Cambiaso, militare e politico italiano († 1967)
- 29 febbraio - Enrico Bayon, medico e entomologo italiano († 1952)

## Marzo(81)
- 1º marzo - Henri de Baillet-Latour, dirigente sportivo belga († 1942)
- 1º marzo - Elsa di Württemberg, nobile tedesca († 1936)
- 1º marzo - Camillo Piatti, politico italiano († 1923)
- 1º marzo - Olga di Württemberg, duchessa tedesca († 1932)
- 2 marzo - Hayrünnisa Hanim, nobildonna ottomana († 1936)
- 2 marzo - William Fraser Lewis, ostacolista statunitense († 1962)
- 2 marzo - Papa Pio XII, papa, arcivescovo cattolico e cardinale italiano († 1958)
- 3 marzo - Georges Guillain, neurologo francese († 1961)
- 3 marzo - Josafat Kocylovs'kyj, vescovo cattolico ucraino († 1947)
- 3 marzo - Maria di Grecia, principessa greca († 1940)
- 3 marzo - Antonio Pecoraro, organista e compositore italiano († 1966)
- 3 marzo - Jack Peddie, calciatore scozzese († 1928)
- 4 marzo - Jakob Buchli, ingegnere svizzero († 1945)
- 4 marzo - Léon-Paul Fargue, poeta e saggista francese († 1947)
- 4 marzo - Alfonso Maria Riberi, archeologo, storiografo e presbitero italiano († 1952)
- 4 marzo - Enrico Ricciardi, poeta italiano († 1953)
- 5 marzo - Tiburcio Carías Andino, politico e militare honduregno († 1969)
- 5 marzo - Thomas Inskip, politico inglese († 1947)
- 5 marzo - Enrico Vanni, presbitero e giornalista italiano († 1929)
- 6 marzo - Archimede Santi, pittore italiano († 1947)
- 6 marzo - Hermann Struck, pittore e incisore tedesco († 1944)
- 7 marzo - Laura Orvieto, scrittrice italiana († 1953)
- 7 marzo - Enrico Del Torso, fotografo italiano († 1955)
- 7 marzo - Edgar Evans, esploratore e militare gallese († 1912)
- 7 marzo - Frederick Freake, giocatore di polo inglese († 1950)
- 7 marzo - Marcello Minale, medico, funzionario e politico italiano († 1948)
- 7 marzo - Frederik Poulsen, archeologo danese († 1950)
- 7 marzo - Friedrich Vierhapper, esploratore e botanico austriaco († 1932)
- 8 marzo - Filippo Carli, economista, sociologo e politico italiano († 1938)
- 10 marzo - Edvard Eriksen, scultore danese († 1959)
- 11 marzo - Georges Marçais, orientalista francese († 1962)
- 11 marzo - Kenneth Hayes Miller, pittore statunitense († 1952)
- 11 marzo - Michele Pane, poeta italiano († 1953)
- 12 marzo - Josef Franke, architetto tedesco († 1944)
- 12 marzo - Elbert Lee Trinkle, politico statunitense († 1939)
- 14 marzo - Lev Semënovič Berg, biologo e geografo russo († 1950)
- 14 marzo - Pietro Maravigna, generale, storico e politico italiano († 1964)
- 14 marzo - Hyozo Omori, educatore giapponese († 1913)
- 14 marzo - Otto Röhm, chimico e imprenditore tedesco († 1939)
- 15 marzo - Georges A. L. Boisselier, pittore francese († 1943)
- 15 marzo - Guido Romanelli, militare italiano († 1973)
- 16 marzo - Charles Halton, attore statunitense († 1959)
- 17 marzo - Ernest Esclangon, matematico e astronomo francese († 1954)
- 17 marzo - Jack Hopkins, attore statunitense
- 17 marzo - Livio Tovini, avvocato, giornalista e politico italiano († 1951)
- 18 marzo - Vincenzo Russo, paroliere e artigiano italiano († 1904)
- 18 marzo - Brinsley Shaw, attore, regista e sceneggiatore statunitense († 1931)
- 19 marzo - Felix Jacoby, filologo classico, grecista e bibliografo tedesco († 1959)
- 19 marzo - John Hubert Marshall, archeologo britannico († 1958)
- 20 marzo - Hermann Bauer, imprenditore e dirigente sportivo svizzero († 1901)
- 20 marzo - William Payne Whitney, imprenditore e filantropo statunitense († 1927)
- 20 marzo - Knute Rahm, attore svedese († 1957)
- 20 marzo - Lina Schwarz, poetessa e traduttrice italiana († 1947)
- 21 marzo - Luigi Cellucci, filologo e storico dell'arte italiano († 1962)
- 21 marzo - Egidio Raimondo Maccanti, presbitero italiano († 1918)
- 21 marzo - Walter Tewksbury, velocista e ostacolista statunitense († 1968)
- 22 marzo - Mary Stone McDowell, insegnante e educatrice statunitense († 1955)
- 23 marzo - Giovanni Faraboli, sindacalista italiano († 1953)
- 23 marzo - Ziya Gökalp, sociologo e scrittore turco († 1924)
- 23 marzo - Karl Seidenstücker, indologo, scrittore e traduttore tedesco († 1936)
- 23 marzo - Giuseppe Visco Gilardi, investigatore italiano († 1948)
- 24 marzo - Joseph Lörks, vescovo cattolico e missionario tedesco († 1943)
- 24 marzo - Giovanni Secchi, pittore italiano († 1950)
- 24 marzo - Fausto Vagnetti, pittore italiano († 1954)
- 25 marzo - Irving Baxter, altista, astista e lunghista statunitense († 1957)
- 26 marzo - Walter Law, attore e regista statunitense († 1940)
- 26 marzo - Pietro Studiati Berni, architetto e ingegnere italiano († 1962)
- 26 marzo - Guglielmo di Wied, principe, militare e politico tedesco († 1945)
- 27 marzo - Casimiro Doniselli, medico, fisiologo e psicologo italiano († 1960)
- 27 marzo - Gerhard Kowalewski, matematico tedesco († 1950)
- 27 marzo - Enrico Mazzolani, scultore italiano († 1968)
- 27 marzo - Ermenegildo Pellegrinetti, cardinale e arcivescovo cattolico italiano († 1943)
- 28 marzo - William Eugene Drummond, architetto statunitense († 1948)
- 28 marzo - Dario Lupi, politico italiano († 1932)
- 29 marzo - Iōannīs Geōrgiadīs, schermidore greco († 1960)
- 29 marzo - Joseph Schmidlin, presbitero e teologo francese († 1944)
- 29 marzo - Vasilij Tichomirov, ballerino e coreografo russo († 1956)
- 29 marzo - Fritz Traun, tennista, velocista e mezzofondista tedesco († 1908)
- 31 marzo - Luigi Burgo, ingegnere italiano († 1964)
- 31 marzo - Borisav Stanković, scrittore serbo († 1927)
- 31 marzo - Ernesto Vaser, attore e regista italiano († 1934)

## Aprile(87)
- 1º aprile - Aurelio Ricchetti, militare e politico italiano († 1939)
- 1º aprile - Peter Strasser, dirigibilista tedesco († 1918)
- 1º aprile - Ernst Vanselow, giurista tedesco
- 1º aprile - Edoardo Vicario, magistrato e politico italiano († 1941)
- 1º aprile - James Young Deer, attore, regista e sceneggiatore statunitense († 1946)
- 1º aprile - Rozalija Samojlovna Zemljačka, rivoluzionaria e politica russa († 1947)
- 1º aprile - Jacoba van Heemskerck, pittrice e vetraia olandese († 1923)
- 2 aprile - William Donne, crickettista britannico († 1934)
- 2 aprile - Lluïsa Vidal i Puig, pittrice spagnola († 1918)
- 2 aprile - Ethel Lina White, scrittrice gallese († 1944)
- 3 aprile - Margaret Anglin, attrice canadese († 1958)
- 3 aprile - Tomáš Baťa, imprenditore ceco († 1932)
- 3 aprile - Celso Costantini, cardinale e arcivescovo cattolico italiano († 1958)
- 4 aprile - Ernesto Murolo, poeta, drammaturgo e giornalista italiano († 1939)
- 4 aprile - Gaetano Scavonetti, funzionario e politico italiano († 1957)
- 4 aprile - Maurice de Vlaminck, pittore francese († 1958)
- 5 aprile - Carlo Servolini, pittore italiano († 1948)
- 6 aprile - Hal Clarendon, attore statunitense († 1959)
- 6 aprile - Walter Stoneman, fotografo inglese († 1958)
- 6 aprile - Paolo Tolosetto Farinati degli Uberti, militare italiano († 1916)
- 6 aprile - Michael Wasaburō Urakawa, vescovo cattolico giapponese († 1955)
- 6 aprile - Harold Williams, giornalista e linguista neozelandese († 1928)
- 7 aprile - Karl Imhoff, ingegnere e inventore tedesco († 1965)
- 7 aprile - Fay Moulton, velocista e giocatore di football americano statunitense († 1945)
- 7 aprile - Camillo Karl Schneider, botanico, scrittore e architetto tedesco († 1951)
- 7 aprile - Heinrich Tessenow, architetto e urbanista tedesco († 1950)
- 8 aprile - James Greene, nuotatore statunitense († 1962)
- 8 aprile - Fernand Ravoux, ginnasta francese († 1950)
- 8 aprile - Nikolaus Rhodokanakis, orientalista austriaco († 1945)
- 8 aprile - Augusto Álvaro da Silva, arcivescovo cattolico e cardinale brasiliano († 1968)
- 9 aprile - Ettore Bastico, generale italiano († 1972)
- 9 aprile - Park Trammell, politico statunitense († 1936)
- 10 aprile - Louis Kniep, ginnasta e multiplista statunitense († 1967)
- 10 aprile - Jean-Marie Musy, politico svizzero († 1952)
- 11 aprile - Arturo Beretta, medico italiano († 1941)
- 12 aprile - Carl Heinrich Becker, orientalista, islamista e politico tedesco († 1933)
- 12 aprile - Émile Bréhier, filosofo e storico della filosofia francese († 1952)
- 12 aprile - Lorenzo Coullaut Valera, scultore e illustratore spagnolo († 1932)
- 12 aprile - Louis Marie Joseph de Goÿs de Mézeyrac, generale e aviatore francese († 1967)
- 13 aprile - Ettore Bellini, ingegnere e inventore italiano († 1943)
- 13 aprile - Orin Gould Murfin, ammiraglio statunitense († 1956)
- 13 aprile - Robert Smyth McColl, calciatore e imprenditore scozzese († 1959)
- 14 aprile - Cecil Chubb, avvocato britannico († 1934)
- 14 aprile - Georg Hilmar, ginnasta tedesco († 1911)
- 15 aprile - Arnold Krumm-Heller, medico, scrittore e agente segreto tedesco († 1949)
- 15 aprile - Friedrich Radszuweit, imprenditore, editore e scrittore tedesco († 1932)
- 16 aprile - Arturo Bocciardo, ingegnere, dirigente d'azienda e politico italiano († 1959)
- 16 aprile - Gaetano Fusella, violinista e compositore italiano († 1973)
- 17 aprile - Carlo Besta, neurologo italiano († 1940)
- 17 aprile - Hugh Lett, chirurgo britannico († 1964)
- 18 aprile - Frank Leigh, attore inglese († 1948)
- 18 aprile - Giovanni Battista Scapin, ammiraglio italiano († 1935)
- 19 aprile - Ulisse Matthey, organista e compositore italiano († 1947)
- 19 aprile - Enrico di Meclemburgo-Schwerin, principe († 1934)
- 19 aprile - Sanna av Skarði, educatrice e insegnante faroese († 1978)
- 20 aprile - Egidio Gennari, politico italiano († 1942)
- 20 aprile - Jean Lécuyer, ostacolista francese
- 22 aprile - Robert Bárány, medico austriaco († 1936)
- 22 aprile - Ole Edvart Rolvaag, scrittore statunitense († 1931)
- 23 aprile - Aino Ackté, soprano finlandese († 1944)
- 23 aprile - John DuCasse Schulze, scenografo statunitense († 1943)
- 23 aprile - Philipp Haeuser, presbitero tedesco († 1960)
- 23 aprile - Alessandro Mariotti, nobile, avvocato e politico italiano († 1952)
- 23 aprile - Arthur Moeller van den Bruck, storico e scrittore tedesco († 1925)
- 23 aprile - John O'Hanlon, scacchista irlandese († 1960)
- 23 aprile - Louis Østrup, allenatore di calcio danese († 1951)
- 24 aprile - Eugenio Levi, critico letterario italiano († 1966)
- 24 aprile - Giuseppe Giovanni Mantica, politico italiano († 1947)
- 24 aprile - Alberto Martin-Franklin, diplomatico e politico italiano († 1943)
- 24 aprile - Erich Raeder, ammiraglio tedesco († 1960)
- 24 aprile - Carlo Rosati, matematico italiano († 1929)
- 25 aprile - Jean Aymé, attore francese († 1963)
- 25 aprile - William Winter Jefferson, attore statunitense († 1946)
- 25 aprile - Stepan Michajlovič Levitskij, scacchista russo († 1924)
- 26 aprile - Maria Teresa Chiramel Mankidiyan, religiosa indiana († 1926)
- 26 aprile - Ernst Felle, canottiere tedesco († 1959)
- 26 aprile - Luis Zuegg, ingegnere e imprenditore italiano († 1955)
- 27 aprile - Claude Farrère, scrittore francese († 1957)
- 27 aprile - Arthur Seward, pugile statunitense († 1950)
- 27 aprile - Irma Sèthe, violinista e pedagoga belga († 1958)
- 28 aprile - Nicola Romeo, ingegnere e imprenditore italiano († 1938)
- 29 aprile - Paul Montel, matematico francese († 1975)
- 29 aprile - Charles Umbs, ginnasta e multiplista statunitense († 1958)
- 29 aprile - Zauditù d'Etiopia, imperatrice etiope († 1930)
- 30 aprile - Óscar R. Benavides, politico e generale peruviano († 1945)
- 30 aprile - Orso Mario Corbino, fisico e politico italiano († 1937)
- 30 aprile - Nino Bixio Scota, politico e avvocato italiano († 1954)

## Maggio(63)
- 1º maggio - Maurits van Löben Sels, schermidore olandese († 1944)
- 2 maggio - Artturi Aalto, politico e giornalista finlandese († 1937)
- 2 maggio - Alfredo Gargiulo, critico letterario, scrittore e traduttore italiano († 1949)
- 2 maggio - Vladimir Ivanovič Nevskij, storico e rivoluzionario russo († 1937)
- 5 maggio - George Livingstone, calciatore e allenatore di calcio scozzese († 1950)
- 6 maggio - Eugène Coulon, pallanuotista francese († 1954)
- 6 maggio - Arvid Mörne, poeta, scrittore e drammaturgo finlandese († 1946)
- 7 maggio - Samuel Courtauld, imprenditore e collezionista d'arte britannico († 1947)
- 7 maggio - Nicola Giuseppe Dallorso, imprenditore, dirigente sportivo e politico italiano († 1954)
- 7 maggio - Paul Rivet, etnologo francese († 1958)
- 8 maggio - Ludwig Karsten, pittore norvegese († 1926)
- 8 maggio - Yves Mirande, commediografo, sceneggiatore e regista francese († 1957)
- 8 maggio - Monroe Salisbury, attore statunitense († 1935)
- 8 maggio - Gualtiero Tumiati, attore e regista teatrale italiano († 1971)
- 9 maggio - Gilbert Ames Bliss, matematico statunitense († 1951)
- 10 maggio - Duilio Cambellotti, artista italiano († 1960)
- 10 maggio - Ivan Cankar, scrittore e poeta sloveno († 1918)
- 10 maggio - Iskandar di Perak, sovrano malese († 1938)
- 10 maggio - Jean Longuet, politico, avvocato e giornalista francese († 1938)
- 10 maggio - George Webber, direttore della fotografia canadese († 1967)
- 10 maggio - Alberto Zardo, pittore e illustratore italiano († 1959)
- 12 maggio - Arpalice Cuman Pertile, poetessa e scrittrice italiana († 1958)
- 12 maggio - Mario Massa, cantante italiano († 1936)
- 13 maggio - Alexander Hoyos, politico austriaco († 1937)
- 13 maggio - Raoul Laparra, compositore francese († 1943)
- 14 maggio - Attilio Fontana, avvocato, giornalista e politico italiano († 1936)
- 14 maggio - Alfred Kappelmacher, filologo classico austriaco († 1932)
- 16 maggio - Mykola Konrad, presbitero ucraino († 1941)
- 17 maggio - Eugène Dévaud, pedagogista svizzero († 1942)
- 17 maggio - Giovanni Battista Milani, ingegnere e architetto italiano († 1940)
- 18 maggio - Agostino Felice Addeo, vescovo cattolico italiano († 1957)
- 18 maggio - Gigi Damiani, anarchico e giornalista italiano († 1953)
- 18 maggio - Hermann Müller, politico tedesco († 1931)
- 18 maggio - Leopold von Ledebur, attore tedesco († 1955)
- 19 maggio - Arnaldo Barilli, letterato e storico dell'arte italiano († 1953)
- 19 maggio - William King Gregory, zoologo statunitense († 1970)
- 19 maggio - Roberto Paribeni, archeologo, storico e museologo italiano († 1956)
- 21 maggio - Prosper Alfaric, storico delle religioni francese († 1955)
- 21 maggio - James Durkin, attore e regista canadese († 1934)
- 22 maggio - Gaston Achille, schermidore francese († 1911)
- 22 maggio - Antonius Bouwens, tiratore a segno olandese († 1963)
- 23 maggio - Ludovico D'Aragona, sindacalista e politico italiano († 1961)
- 23 maggio - Friedrich Karl Johann Vaupel, botanico tedesco († 1927)
- 24 maggio - Maurilio Fossati, cardinale e arcivescovo cattolico italiano († 1965)
- 24 maggio - Mario Longhena, politico italiano († 1967)
- 26 maggio - Manlio Ginocchio, militare e aviatore italiano († 1951)
- 26 maggio - Robert Yerkes, psicologo statunitense († 1956)
- 27 maggio - Angelo Badà, tenore italiano († 1941)
- 27 maggio - Pietro Branchina, compositore italiano († 1953)
- 27 maggio - John Gilmour, politico e ufficiale scozzese († 1940)
- 27 maggio - Jan Kucharzewski, politico e storico polacco († 1952)
- 27 maggio - Wilhelm Levison, storico tedesco († 1947)
- 27 maggio - Ferdynand Ossendowski, scrittore, giornalista e esploratore polacco († 1945)
- 27 maggio - William Stanier, ingegnere inglese († 1965)
- 28 maggio - Katharine Blunt, chimica e nutrizionista statunitense († 1954)
- 28 maggio - Ernesto Gulì, militare e prefetto italiano († 1948)
- 28 maggio - Jakov Ivanovič Nikoladze, scultore georgiano († 1951)
- 28 maggio - Roberto Omegna, regista, sceneggiatore e direttore della fotografia italiano († 1948)
- 28 maggio - Ondřej Pukl, mezzofondista boemo († 1936)
- 29 maggio - Walther von Holzhausen, scacchista e compositore di scacchi tedesco († 1935)
- 30 maggio - Giovanni Cesare Majoni, diplomatico e politico italiano († 1969)
- 30 maggio - Vladimir Nazor, politico, poeta e scrittore croato († 1949)
- 31 maggio - Giuseppe Paratore, avvocato e politico italiano († 1967)

## Giugno(51)
- 2 giugno - Embrik Strand, entomologo e aracnologo norvegese († 1947)
- 3 giugno - Ramón Cabanillas, poeta spagnolo († 1959)
- 3 giugno - José Palma, poeta filippino († 1903)
- 4 giugno - Clara Blandick, attrice statunitense († 1962)
- 4 giugno - Franz Xaver Zimmermann, scrittore e storico austriaco († 1959)
- 5 giugno - Phil Boyd, canottiere canadese († 1967)
- 6 giugno - Giuseppe Buonocore, politico italiano († 1949)
- 6 giugno - James Hazen Hyde, imprenditore statunitense († 1959)
- 6 giugno - Simon Orlik, nuotatore austriaco († 1942)
- 7 giugno - Luis Altamirano, generale e politico cileno († 1938)
- 7 giugno - Carl Enckell, politico e diplomatico finlandese († 1959)
- 7 giugno - Charles J. Hite, imprenditore e produttore cinematografico statunitense († 1914)
- 8 giugno - Andrea Majocchi, chirurgo e scrittore italiano († 1965)
- 8 giugno - Alexandros Touferis, triplista, lunghista e ostacolista francese († 1958)
- 9 giugno - Giuseppe Guadagnini, prefetto e politico italiano († 1966)
- 9 giugno - Arthur Wellesley, V duca di Wellington, nobile e politico inglese († 1941)
- 10 giugno - Guglielmo Ernesto di Sassonia-Weimar-Eisenach, nobile tedesco († 1923)
- 11 giugno - Christen Gran Bøgh, avvocato norvegese († 1955)
- 11 giugno - Lawrence Dundas, II marchese di Zetland, politico inglese († 1961)
- 11 giugno - Alfred Kroeber, antropologo statunitense († 1960)
- 12 giugno - Maria Gay, mezzosoprano spagnolo († 1943)
- 13 giugno - William Sealy Gosset, statistico inglese († 1937)
- 13 giugno - Domenico Leoni, fantino italiano († 1964)
- 14 giugno - Giovanni Chiggiato, imprenditore e politico italiano († 1923)
- 14 giugno - Jakob Meisenheimer, chimico tedesco († 1934)
- 15 giugno - Cosma Manera, militare italiano († 1958)
- 16 giugno - Bill Struth, allenatore di calcio scozzese († 1956)
- 16 giugno - Safiya Zaghloul, attivista egiziana († 1946)
- 17 giugno - Harry Barton, architetto statunitense († 1937)
- 17 giugno - William Carr, canottiere britannico († 1942)
- 17 giugno - William Friedrich, ginnasta e multiplista statunitense
- 17 giugno - Émile Torchebœuf, lunghista e astista francese († 1950)
- 17 giugno - Robert d'Heilly, canottiere francese († 1953)
- 19 giugno - John T. Dillon, attore statunitense († 1937)
- 19 giugno - Oscar Randi, storico italiano († 1949)
- 20 giugno - Henri Bernstein, drammaturgo francese († 1953)
- 20 giugno - Raymond Lee Ditmars, erpetologo e zoologo statunitense († 1942)
- 21 giugno - Gaetano Ponte, vulcanologo italiano († 1955)
- 22 giugno - Ferdinando Stagno Monroy d'Alcontres, politico italiano († 1953)
- 22 giugno - Madeleine Vionnet, stilista francese († 1975)
- 23 giugno - Lily Brayton, attrice inglese († 1953)
- 24 giugno - Leon Hazelton, golfista statunitense († 1948)
- 24 giugno - Henri Marchal, architetto e archeologo francese († 1970)
- 25 giugno - Vittorio Anedda, dirigente d'azienda e archeologo italiano († 1959)
- 25 giugno - Amedeo Moscati, avvocato e politico italiano († 1970)
- 28 giugno - Robert Guérin, giornalista e dirigente sportivo francese († 1952)
- 28 giugno - Max Lewandowsky, neurologo tedesco († 1916)
- 29 giugno - Giovanni Casaleggio, attore teatrale, attore e regista italiano († 1955)
- 29 giugno - Vincenzo Gerace, letterato italiano († 1930)
- 29 giugno - John Lordan, maratoneta statunitense († 1937)
- 30 giugno - Gladys Kingsbury, attrice e sceneggiatrice statunitense († 1958)

## Luglio(71)
- 1º luglio - Mario Luigi Cerati, scrittore e giornalista italiano († 1913)
- 1º luglio - Susan Glaspell, scrittrice, giornalista e drammaturga statunitense († 1948)
- 2 luglio - Harriet Brooks, fisica canadese († 1933)
- 2 luglio - Wilhelm Cuno, politico tedesco († 1933)
- 3 luglio - Oskar Näumann, ginnasta tedesco († 1937)
- 3 luglio - Ralph Barton Perry, filosofo statunitense († 1957)
- 3 luglio - Robert Knud Pilger, botanico tedesco († 1953)
- 4 luglio - William Farnum, attore statunitense († 1953)
- 6 luglio - Edward Joseph Dent, musicologo inglese († 1957)
- 6 luglio - Harry F. Sinclair, imprenditore e filantropo statunitense († 1956)
- 6 luglio - Luis Emilio Recabarren, politico cileno († 1924)
- 7 luglio - Gino Gori, scrittore, poeta e filosofo italiano († 1952)
- 7 luglio - Luigi Spezzotti, politico italiano († 1964)
- 7 luglio - Ben F. Wilson, attore, regista e produttore cinematografico statunitense († 1930)
- 8 luglio - Umberto Bozzini, avvocato, poeta e drammaturgo italiano († 1921)
- 8 luglio - Oreste Ferrara, avvocato e politico italiano († 1972)
- 8 luglio - Pietro Mancini, politico italiano († 1968)
- 8 luglio - Edward Martindel, attore statunitense († 1955)
- 8 luglio - Alexandros Papanastasiou, politico greco († 1936)
- 8 luglio - Giuseppe Platamone, politico e dirigente sportivo italiano († 1930)
- 9 luglio - Arciero Bernini, fisico italiano († 1955)
- 9 luglio - Harry Lambart, regista e attore irlandese († 1949)
- 9 luglio - Honorio Pueyrredón, politico, diplomatico e giurista argentino († 1945)
- 9 luglio - Manara Valgimigli, filologo classico, grecista e poeta italiano († 1965)
- 10 luglio - William Moloney, velocista statunitense († 1915)
- 10 luglio - Louis Willoughby, attore e regista britannico († 1968)
- 12 luglio - Alphaeus Philemon Cole, pittore, incisore e supercentenario statunitense († 1988)
- 12 luglio - Ercole Durini di Monza, nobile, diplomatico e politico italiano († 1968)
- 12 luglio - Max Jacob, poeta, pittore e scrittore francese († 1944)
- 12 luglio - Ivan Krasko, poeta, scrittore e traduttore slovacco († 1958)
- 12 luglio - Matteo Marangoni, critico d'arte, storico dell'arte e compositore italiano († 1958)
- 12 luglio - Sergej Isaevič Utočkin, aviatore russo († 1916)
- 13 luglio - Bill Michaels, pugile statunitense († 1934)
- 14 luglio - Maurizio Ascoli, medico italiano († 1958)
- 14 luglio - Agnes Nicholls, soprano inglese († 1959)
- 14 luglio - Domizio Torrigiani, avvocato italiano († 1932)
- 16 luglio - George Cloutier, giocatore di lacrosse canadese († 1946)
- 16 luglio - Adelchi Negri, patologo, batteriologo e virologo italiano († 1912)
- 16 luglio - Alfred Stock, chimico tedesco († 1946)
- 16 luglio - Segundo Storni, ammiraglio e politico argentino († 1954)
- 16 luglio - Victor van Strydonck de Burkel, generale belga († 1961)
- 17 luglio - Vittorio Gnecchi, compositore italiano († 1954)
- 17 luglio - Kamil Krofta, storico, politico e diplomatico cecoslovacco († 1945)
- 17 luglio - Maksim Maksimovič Litvinov, rivoluzionario, politico e diplomatico russo († 1951)
- 18 luglio - Evaristo Breccia, egittologo italiano († 1967)
- 18 luglio - Anson Dyer, regista, sceneggiatore e animatore inglese († 1962)
- 18 luglio - William Wain Prior, generale danese († 1946)
- 19 luglio - Edoardo Monti, generale italiano († 1958)
- 19 luglio - Ignaz Seipel, politico austriaco († 1932)
- 20 luglio - Domenico Cavagnari, ammiraglio italiano († 1966)
- 20 luglio - Wallace Craig, zoologo statunitense († 1954)
- 20 luglio - Rakuten Kitazawa, fumettista e pittore giapponese († 1955)
- 20 luglio - John Mulcahy, canottiere statunitense († 1942)
- 20 luglio - Pedro Opazo, politico cileno († 1957)
- 21 luglio - Mario Chini, poeta, museologo e traduttore italiano († 1959)
- 22 luglio - Gwen John, pittrice gallese († 1939)
- 24 luglio - Alessandro Amerio, fisico italiano († 1965)
- 24 luglio - Julius Peter Heil, politico e imprenditore tedesco († 1949)
- 24 luglio - Henry Innes-Ker, VIII duca di Roxburghe, nobile scozzese († 1932)
- 24 luglio - Jean Webster, scrittrice statunitense († 1916)
- 25 luglio - Luigi Onetti, pittore italiano († 1968)
- 25 luglio - Elisabetta di Baviera, sovrana belga († 1965)
- 26 luglio - Georges André, giocatore di curling e bobbista francese († 1945)
- 26 luglio - Rosina Anselmi, attrice italiana († 1965)
- 26 luglio - Manie Maritz, generale britannico († 1940)
- 26 luglio - Ernest Schelling, pianista, compositore e direttore d'orchestra statunitense († 1939)
- 27 luglio - Luigi Volta, astronomo e politico italiano († 1952)
- 29 luglio - Palmerio Delitala, avvocato, politico e antifascista italiano († 1947)
- 29 luglio - Marija Uspenskaja, attrice e insegnante russa († 1949)
- 30 luglio - Clodoveo d'Assia-Philippsthal-Barchfeld, nobile († 1954)
- 31 luglio - Maria Annunziata d'Asburgo-Lorena, nobile († 1961)

## Agosto(68)
- 1º agosto - Arthur Lyon, schermidore statunitense († 1952)
- 1º agosto - Sidney Robinson, siepista e mezzofondista britannico († 1959)
- 2 agosto - Aleksandar Belić, linguista, docente e scrittore serbo († 1960)
- 2 agosto - Julien Lootens, ciclista su strada e pistard belga († 1942)
- 2 agosto - Arturo Pannilunghi, militare italiano († 1916)
- 4 agosto - Igino Gilbert de Winckels, generale e aviatore italiano († 1970)
- 4 agosto - Giovanni Giuriati, politico italiano († 1970)
- 4 agosto - Jarl Waldemar Lindeberg, matematico e statistico finlandese († 1932)
- 4 agosto - Gioacchino Mecheri, avvocato, produttore cinematografico e politico italiano († 1942)
- 5 agosto - Mary Ritter Beard, attivista, storica e archivista statunitense († 1958)
- 5 agosto - Jago Siotto, avvocato e giornalista italiano († 1958)
- 6 agosto - Christian Christensen, mezzofondista danese († 1956)
- 6 agosto - Ronald Orr, calciatore scozzese († 1924)
- 6 agosto - Roy Watson, attore statunitense († 1937)
- 7 agosto - John August Anderson, astronomo statunitense († 1959)
- 7 agosto - Mata Hari, danzatrice e agente segreta olandese († 1917)
- 7 agosto - Willy Sulzbacher, schermidore tedesco († 1908)
- 8 agosto - Bertram Brooke, nobile malese († 1965)
- 9 agosto - Victor Bulwer-Lytton, politico britannico († 1947)
- 11 agosto - Stefano Caronia, presbitero italiano († 1920)
- 11 agosto - Riccardo Moroder, imprenditore e politico italiano († 1941)
- 12 agosto - Rodolfo Muller, ciclista su strada italiano († 1947)
- 12 agosto - Mary Roberts Rinehart, romanziera, commediografa e giornalista statunitense († 1958)
- 13 agosto - Dallas M. Fitzgerald, regista, sceneggiatore e produttore cinematografico statunitense († 1940)
- 13 agosto - Charles Noguès, generale francese († 1971)
- 14 agosto - Sibilla Aleramo, scrittrice, poetessa e giornalista italiana († 1960)
- 14 agosto - Alessandro I di Serbia, sovrano († 1903)
- 14 agosto - Luigi Campolonghi, giornalista e scrittore italiano († 1944)
- 15 agosto - Carl Albert Andersen, ginnasta, astista e altista norvegese († 1951)
- 15 agosto - Ada Flatman, attivista britannica († 1952)
- 15 agosto - Stylianos Gonatas, generale e politico greco († 1966)
- 15 agosto - Almina, contessa di Carnarvon, nobildonna inglese († 1969)
- 15 agosto - Julien Luchaire, letterato e insegnante francese († 1962)
- 15 agosto - Lula Mysz-Gmeiner, contralto e mezzosoprano tedesco († 1948)
- 15 agosto - Wolfgang Pauly, compositore di scacchi rumeno († 1934)
- 16 agosto - Aldo Bibolini, ingegnere italiano († 1949)
- 16 agosto - Ivan Jakovlevič Bilibin, pittore e illustratore russo († 1942)
- 17 agosto - Theodor Däubler, scrittore e poeta austriaco († 1934)
- 17 agosto - Dragutin Dimitrijević, militare, agente segreto e rivoluzionario serbo († 1917)
- 17 agosto - James Eric Drummond, diplomatico britannico († 1951)
- 17 agosto - Henri Winkelman, generale olandese († 1952)
- 18 agosto - Shushanik Kurghinian, scrittrice, politico e giornalista armena († 1927)
- 19 agosto - Eugène Cavaignac, storico francese († 1969)
- 19 agosto - Oscar Dessomville, canottiere belga († 1938)
- 19 agosto - Manuel Irurita y Almándoz, vescovo cattolico spagnolo († 1936)
- 19 agosto - Robert Rössle, patologo tedesco († 1956)
- 20 agosto - Antonio Trapani Lombardo, politico italiano († 1958)
- 21 agosto - Giuseppe Cecchetto, pittore e architetto italiano († 1951)
- 21 agosto - Constantin von Economo, neuroscienziato austriaco († 1931)
- 22 agosto - Johnny Joyce, mezzofondista statunitense († 1957)
- 23 agosto - Oscar Ghiglia, pittore italiano († 1945)
- 24 agosto - Georg Brandt, generale tedesco († 1945)
- 25 agosto - Eglantyne Jebb, attivista britannica († 1928)
- 25 agosto - Gino Parin, pittore italiano († 1944)
- 26 agosto - Gottlob Honold, ingegnere e inventore tedesco († 1923)
- 26 agosto - Michail Zacharevič, violinista e docente russo († 1953)
- 27 agosto - Aleksandr Michajlovič Dobroljubov, poeta russo († 1945)
- 27 agosto - Rita Maierotti, politica e scrittrice italiana († 1960)
- 28 agosto - Eugenio Perego, regista e sceneggiatore italiano († 1944)
- 28 agosto - Dario Ravano, ceramista italiano († 1961)
- 28 agosto - Sadije Toptani, nobile albanese († 1934)
- 29 agosto - Charles F. Kettering, ingegnere statunitense († 1958)
- 29 agosto - Kim Gu, politico sudcoreano († 1949)
- 29 agosto - Henry MacRae, regista, sceneggiatore e produttore cinematografico canadese († 1944)
- 29 agosto - Lucien Muratore, attore e tenore francese († 1954)
- 30 agosto - Costanzo Ciano, ammiraglio e politico italiano († 1939)
- 30 agosto - Richard Reginald Goulden, scultore britannico († 1932)
- 31 agosto - Violet Gibson, criminale irlandese († 1956)

## Settembre(73)
- 1º settembre - Arthur Andrews, pistard statunitense († 1930)
- 1º settembre - Andreas Latzko, scrittore austro-ungarico († 1943)
- 1º settembre - Harriet Shaw Weaver, editrice, giornalista e attivista inglese († 1961)
- 2 settembre - Francesc Cambó, politico e economista spagnolo († 1947)
- 3 settembre - Olive Edis, fotografa e imprenditrice inglese († 1955)
- 4 settembre - Ernst Jakob Christoffel, pastore protestante tedesco († 1955)
- 4 settembre - Giuseppe Godono, cantante italiano († 1963)
- 4 settembre - Ilka Grüning, attrice austriaca († 1964)
- 5 settembre - Giulio Cederna, dirigente sportivo, dirigente d'azienda e calciatore italiano († 1939)
- 5 settembre - Naime Sultan, principessa ottomana († 1945)
- 5 settembre - Wilhelm Ritter von Leeb, generale tedesco († 1956)
- 6 settembre - Harry Allen, golfista statunitense († 1924)
- 6 settembre - John James Rickard Macleod, medico britannico († 1935)
- 7 settembre - Francesco Buhagiar, politico maltese († 1934)
- 9 settembre - Michele Adinolfi, prefetto e politico italiano († 1959)
- 9 settembre - Frank Chance, giocatore di baseball e allenatore di baseball statunitense († 1924)
- 9 settembre - Basil Lubbock, navigatore e scrittore britannico († 1944)
- 9 settembre - Mario Merighi, medico e politico italiano († 1970)
- 10 settembre - Francesco Boccadifuoco, politico italiano
- 10 settembre - Marguerite Delorme, pittrice francese († 1946)
- 10 settembre - Jane Keckley, attrice statunitense († 1963)
- 10 settembre - Gregory Mathews, ornitologo australiano († 1949)
- 10 settembre - Thaddeus McClain, lunghista, velocista e ostacolista statunitense († 1935)
- 11 settembre - Gaetano Azzolini, basso italiano († 1928)
- 11 settembre - Ella Negruzzi, giurista rumena († 1949)
- 11 settembre - Antonio María Romeu, pianista cubano († 1955)
- 11 settembre - Stan Rowley, velocista e mezzofondista australiano († 1924)
- 12 settembre - Flor Alpaerts, compositore e direttore d'orchestra belga († 1954)
- 12 settembre - Elisabeth Freeman, attivista statunitense († 1942)
- 12 settembre - Giovanni Maria Longinotti, giornalista, politico e antifascista italiano († 1944)
- 13 settembre - Sherwood Anderson, scrittore statunitense († 1941)
- 13 settembre - Dante Lattes, rabbino, pubblicista e politico italiano († 1965)
- 14 settembre - Ernesto Badini, baritono italiano († 1937)
- 14 settembre - Antoine Marie Benoît Besson, generale francese († 1969)
- 14 settembre - Kathleen O'Connor, pittrice australiana († 1968)
- 14 settembre - Ernesto Puxeddu, chimico italiano († 1949)
- 14 settembre - Therese Schnabel, contralto tedesco († 1959)
- 15 settembre - Sarat Chandra Chattopadhyay, scrittore indiano († 1938)
- 15 settembre - Telemaco Ruggeri, regista e attore italiano († 1957)
- 15 settembre - Nikoláj Grigor'evič Sergéev, ballerino, coreografo e insegnante russo († 1951)
- 15 settembre - Bruno Walter, direttore d'orchestra, pianista e compositore tedesco († 1962)
- 16 settembre - Eduardo Camet, schermidore argentino († 1931)
- 16 settembre - Marvin Hart, pugile statunitense († 1931)
- 16 settembre - Albert Helgerud, tiratore a segno norvegese († 1954)
- 16 settembre - Vincenzo de Feo, ammiraglio e politico italiano († 1955)
- 17 settembre - Francesco Salata, politico e storico italiano († 1944)
- 18 settembre - Enrico Guazzoni, regista e pittore italiano († 1949)
- 18 settembre - Milan Rakić, scrittore serbo († 1938)
- 18 settembre - James Scullin, politico australiano († 1953)
- 19 settembre - Ugo Giovannozzi, ingegnere italiano († 1957)
- 19 settembre - Max O. Lorenz, economista statunitense († 1959)
- 19 settembre - Raffaele Scalia, pittore, decoratore e illustratore italiano († 1948)
- 19 settembre - Hiroshi Yoshida, incisore e pittore giapponese († 1950)
- 20 settembre - Ferdinando De Cinque, politico e avvocato italiano († 1950)
- 21 settembre - Julio González, scultore e pittore spagnolo († 1942)
- 21 settembre - John Mackenzie, velista britannico († 1949)
- 22 settembre - Philip Kassel, ginnasta e multiplista statunitense († 1959)
- 22 settembre - André Tardieu, politico francese († 1945)
- 23 settembre - Carlo Bresciani, avvocato, giornalista e politico italiano († 1962)
- 23 settembre - Jack Clark, attore e regista statunitense († 1947)
- 23 settembre - Aleksandr Petrov, lottatore russo († 1941)
- 23 settembre - Brudenell White, generale australiano († 1940)
- 24 settembre - Giuseppe Musolino, brigante italiano († 1956)
- 25 settembre - Duilio Corompai, pittore italiano († 1952)
- 25 settembre - Umberto Pierantoni, zoologo italiano († 1958)
- 25 settembre - Andreas Suttner, schermidore austriaco († 1953)
- 26 settembre - Francesco Cuccia, mafioso e politico italiano († 1957)
- 26 settembre - Georges-Émile Lebacq, pittore belga († 1950)
- 27 settembre - Gioacchino Alberto di Prussia, compositore tedesco († 1939)
- 29 settembre - Gaetano Scorza, matematico e politico italiano († 1939)
- 29 settembre - Pietro Speciale, schermidore italiano († 1945)
- 30 settembre - Camillo Grossi, generale e politico italiano († 1941)
- 30 settembre - Caryl ap Rhys Pryce, militare e rivoluzionario gallese († 1955)

## Ottobre(63)
- 2 ottobre - George Marshall, mezzofondista, velocista e tennista britannico
- 2 ottobre - Ludovico Tarsia, politico italiano († 1970)
- 3 ottobre - Josephine Bracken, irlandese († 1902)
- 4 ottobre - Edmond Wallace, schermidore francese († 1915)
- 5 ottobre - Luigi Aldrovandi Marescotti, nobile, diplomatico e politico italiano († 1945)
- 5 ottobre - Alessandra Starabba di Rudinì, religiosa e nobile italiana († 1931)
- 6 ottobre - Attilio Sassi, sindacalista e anarchico italiano († 1957)
- 6 ottobre - Lorenz Spann, ginnasta e multiplista statunitense († 1972)
- 7 ottobre - Henry Brawley, maratoneta statunitense († 1954)
- 8 ottobre - Filippo Cortesi, arcivescovo cattolico italiano († 1947)
- 8 ottobre - Harald di Danimarca, principe danese († 1949)
- 8 ottobre - Richard Stanton, attore e regista statunitense († 1956)
- 8 ottobre - Cécile Tormay, scrittrice, attivista e traduttrice ungherese († 1937)
- 9 ottobre - Damodar Dharmananda Kosambi, indologo indiano († 1946)
- 9 ottobre - Sol Plaatje, scrittore sudafricano († 1932)
- 10 ottobre - Walter Niemann, compositore, arrangiatore e critico musicale tedesco († 1953)
- 11 ottobre - Gertrud von Le Fort, scrittrice tedesca († 1971)
- 11 ottobre - Paul Masson, pistard francese († 1944)
- 11 ottobre - Josef Schediwy, calciatore austriaco († 1915)
- 12 ottobre - Kirill Vladimirovič Romanov, russo († 1938)
- 14 ottobre - Jules Bonnot, anarchico francese († 1912)
- 14 ottobre - Charles de Tricornot de Rose, militare e aviatore francese († 1916)
- 15 ottobre - Harry Dunlop, ingegnere britannico († 1931)
- 15 ottobre - Martin Gordan, pattinatore artistico su ghiaccio tedesco († 1962)
- 15 ottobre - Elmer Drew Merrill, botanico statunitense († 1956)
- 15 ottobre - Frank Wheaton, tennista statunitense († 1965)
- 17 ottobre - Hippolyte Aucouturier, ciclista su strada francese († 1944)
- 17 ottobre - Piero Benedetti, matematico italiano († 1933)
- 17 ottobre - Niels Drustrup, militare statunitense († 1957)
- 18 ottobre - Erik Colban, diplomatico norvegese († 1956)
- 18 ottobre - Luca Postiglione, pittore italiano († 1936)
- 19 ottobre - Mordecai Brown, giocatore di baseball statunitense († 1948)
- 20 ottobre - Alexandre Pharamond, rugbista a 15 francese († 1953)
- 20 ottobre - Madho Rao Scindia di Gwalior, principe e politico indiano († 1925)
- 21 ottobre - Cino Bozzetti, pittore e incisore italiano († 1949)
- 21 ottobre - William Maxwell, allenatore di calcio e calciatore scozzese († 1940)
- 22 ottobre - Karl Adam, teologo tedesco († 1966)
- 22 ottobre - Róża Czacka, religiosa polacca († 1961)
- 22 ottobre - Giuseppe Alessandro Favaro, matematico e astronomo italiano († 1961)
- 22 ottobre - Cecilia Loftus, attrice, cantante e mimo britannica († 1943)
- 22 ottobre - Federico Morassutti, imprenditore italiano († 1954)
- 22 ottobre - Nathaniel Semple, tennista statunitense († 1913)
- 23 ottobre - Franz Schlegelberger, politico tedesco († 1970)
- 24 ottobre - Josep Irla i Bosch, politico spagnolo († 1958)
- 25 ottobre - Shivakiar Ibrahim, principessa egiziana († 1947)
- 25 ottobre - Alberto Nepoti, attore e regista italiano († 1937)
- 26 ottobre - Giuseppe Calligaris, chirurgo italiano († 1944)
- 26 ottobre - Friedrich Franz Friedmann, medico tedesco († 1953)
- 26 ottobre - Edward Aleksander Władysław O'Rourke, vescovo cattolico polacco († 1943)
- 26 ottobre - H.B. Warner, attore britannico († 1958)
- 27 ottobre - Stepan Erzia, scultore russo († 1956)
- 27 ottobre - Giuseppe Pavone, generale italiano († 1944)
- 27 ottobre - Ferdinand Werner, politico e storico tedesco († 1961)
- 28 ottobre - Marius Barbarou, ingegnere francese († 1956)
- 28 ottobre - Raffaele Carlo Rossi, cardinale e arcivescovo cattolico italiano († 1948)
- 28 ottobre - Rosalie Slaughter Morton, medico e chirurgo statunitense († 1968)
- 29 ottobre - Max Du Veuzit, scrittrice francese († 1952)
- 30 ottobre - Katherine Griffith, attrice statunitense († 1921)
- 31 ottobre - Georges Barrère, flautista francese († 1944)
- 31 ottobre - Natalie Clifford Barney, scrittrice e poeta statunitense († 1972)
- 31 ottobre - Martin Dibobe, attivista camerunese († 1922)
- 31 ottobre - Raimondo Flores, dirigente sportivo italiano († 1927)
- 31 ottobre - Eduard Daniël van Oort, ornitologo olandese († 1933)

## Novembre(74)
- 1º novembre - Fabio Massimo Scala, militare italiano († 1955)
- 2 novembre - Ekaterina Vasil'evna Gel'cer, ballerina russa († 1962)
- 2 novembre - Francis Jourdain, pittore, disegnatore e designer francese († 1958)
- 4 novembre - James Earle Fraser, scultore e medaglista statunitense († 1953)
- 5 novembre - Raymond Duchamp-Villon, scultore francese († 1918)
- 5 novembre - Harrison Smith, mezzofondista statunitense († 1947)
- 6 novembre - Luigi Miraglia, ammiraglio e politico italiano († 1972)
- 6 novembre - Everett Shinn, pittore statunitense († 1953)
- 7 novembre - Culbert Olson, politico statunitense († 1962)
- 7 novembre - Alfredo Pochettino, fisico e scienziato italiano († 1953)
- 7 novembre - Alex Smith, calciatore scozzese († 1954)
- 8 novembre - Louis Bernacchi, fisico, astronomo e esploratore belga († 1942)
- 8 novembre - Jean Puy, pittore e poeta francese († 1960)
- 9 novembre - Charles LeGeyt Fortescue, ingegnere canadese († 1936)
- 9 novembre - Hideyo Noguchi, medico e batteriologo giapponese († 1928)
- 10 novembre - Gustavo Pittaluga, biologo, medico e politico italiano († 1956)
- 12 novembre - Henri Desfontaines, regista, attore e sceneggiatore francese († 1931)
- 12 novembre - Empedocle Restivo, giurista e politico italiano († 1938)
- 13 novembre - Anne Dallas Dudley, attivista statunitense († 1955)
- 13 novembre - Eduard Fueter, storico svizzero († 1928)
- 13 novembre - Vitorino Guimarães, politico portoghese († 1957)
- 13 novembre - Cary Augustus Hardee, politico statunitense († 1957)
- 13 novembre - Gustav Hegi, botanico svizzero († 1932)
- 15 novembre - Anna de Noailles, poetessa e romanziera francese († 1933)
- 16 novembre - André Abbal, scultore francese († 1953)
- 16 novembre - Giuseppe Anselmi, tenore italiano († 1929)
- 16 novembre - Michael Gleason, canottiere statunitense († 1923)
- 16 novembre - Gheorghe Plagino, tiratore a volo rumeno († 1949)
- 16 novembre - Reinhard Wagner, ginnasta e multiplista statunitense († 1964)
- 17 novembre - Dicky Owen, rugbista a 15 britannico († 1932)
- 17 novembre - August Sander, fotografo tedesco († 1965)
- 18 novembre - Lynn St. John, allenatore di pallacanestro statunitense († 1950)
- 18 novembre - Giuseppe Vannicola, violinista, traduttore e scrittore italiano († 1915)
- 19 novembre - Tat'jana Afanas'eva, matematica olandese († 1964)
- 19 novembre - Ludovico Necchi, medico e religioso italiano († 1930)
- 19 novembre - Ludwig Schirmeyer, storico tedesco († 1960)
- 19 novembre - Euclide Silvestri, ingegnere e politico italiano († 1954)
- 19 novembre - James Steen, pallanuotista statunitense († 1949)
- 19 novembre - Louis Bonniot de Fleurac, mezzofondista e siepista francese († 1965)
- 20 novembre - Rudolf Koch, tipografo, insegnante e calligrafo tedesco († 1934)
- 20 novembre - Francesco La Grassa, architetto e ingegnere italiano († 1952)
- 22 novembre - Emil Beyer, ginnasta e multiplista statunitense († 1934)
- 22 novembre - Anatole de Monzie, politico e saggista francese († 1947)
- 22 novembre - Pierre Petit de Julleville, cardinale e arcivescovo cattolico francese († 1947)
- 23 novembre - Manuel de Falla, compositore spagnolo († 1946)
- 23 novembre - Else Jerusalem, scrittrice austriaca († 1943)
- 24 novembre - Giovanni Bargiggia, vescovo cattolico italiano († 1946)
- 24 novembre - Amin al-Rihani, scrittore libanese († 1940)
- 24 novembre - Walter Burley Griffin, architetto statunitense († 1937)
- 24 novembre - Konrad Keller, politico, imprenditore e agricoltore svizzero († 1952)
- 24 novembre - Alberto Martini, disegnatore, pittore e incisore italiano († 1954)
- 25 novembre - Giuseppe Belluzzo, ingegnere e politico italiano († 1952)
- 25 novembre - Bô Yin Râ, scrittore, esoterista e pittore tedesco († 1943)
- 25 novembre - Alessandro Martelli, geologo e politico italiano († 1934)
- 25 novembre - Paul Nitsche, psichiatra tedesco († 1948)
- 25 novembre - Vittoria Melita di Sassonia-Coburgo-Gotha, principessa inglese († 1936)
- 26 novembre - Sidney Barton, diplomatico inglese († 1946)
- 26 novembre - Ernst Bickel, filologo classico tedesco († 1961)
- 26 novembre - Willis Haviland Carrier, ingegnere e inventore statunitense († 1950)
- 26 novembre - Ned Hollister, zoologo statunitense († 1924)
- 26 novembre - Bart van der Leck, pittore olandese († 1958)
- 26 novembre - Angelo Patri, pedagogista, scrittore e educatore italiano († 1965)
- 27 novembre - Viktor Kaplan, ingegnere e inventore austriaco († 1934)
- 27 novembre - Alberto Pariani, generale e politico italiano († 1955)
- 27 novembre - Duilio Scandali, poeta italiano († 1945)
- 27 novembre - Joseph Wear, tennista statunitense († 1941)
- 28 novembre - Valentin Faltlhauser, psichiatra tedesco († 1961)
- 29 novembre - Joseph Davies, giurista, politico e diplomatico statunitense († 1958)
- 29 novembre - Nellie Tayloe Ross, politica statunitense († 1977)
- 30 novembre - Bernhard Adelung, politico tedesco († 1943)
- 30 novembre - Andreas Andreadis, economista greco († 1935)
- 30 novembre - Muṣṭafā Luṭfī al-Manfalūṭī, scrittore e poeta egiziano († 1924)
- 30 novembre - Michail Nicolaevič Savojarov, compositore, cantante e poeta russo († 1941)
- 30 novembre - Felix Alexander von Cube, naturalista, medico e alpinista tedesco († 1964)

## Dicembre(56)
- 2 dicembre - Peter Nielsen, attore e sceneggiatore danese († 1949)
- 2 dicembre - Leopold von Wiese, sociologo tedesco († 1969)
- 3 dicembre - Charles Burroughs, velocista statunitense († 1902)
- 3 dicembre - Ernesto Drago, fisico italiano († 1929)
- 3 dicembre - Dominique Marie Hồ Ngọc Cẩn, vescovo cattolico vietnamita († 1948)
- 3 dicembre - Charles Leslie Johnson, compositore statunitense († 1950)
- 3 dicembre - Isa Magrini, pittrice italiana († 1944)
- 3 dicembre - Giovanni Battista Morandi, storico e storico dell'arte italiano († 1915)
- 4 dicembre - Filippo Anivitti, pittore italiano († 1955)
- 4 dicembre - Maurice Challiot, regista francese († 1936)
- 4 dicembre - Agenore Frangipani, generale italiano († 1941)
- 5 dicembre - Edward Bushnell, mezzofondista statunitense († 1951)
- 8 dicembre - Hortensia Papadat-Bengescu, scrittrice romena († 1955)
- 9 dicembre - Berton Churchill, attore canadese († 1940)
- 9 dicembre - Salvatore De Muto, attore teatrale italiano († 1970)
- 9 dicembre - Lili Marberg, attrice tedesca († 1962)
- 9 dicembre - Pauline Whittier, golfista statunitense († 1946)
- 11 dicembre - Mieczysław Karłowicz, compositore e direttore d'orchestra polacco († 1909)
- 11 dicembre - Ronald Sanderson, canottiere britannico († 1918)
- 12 dicembre - Alvin Kraenzlein, velocista, ostacolista e lunghista statunitense († 1928)
- 12 dicembre - Édouard Wattelier, ciclista su strada e pistard francese († 1957)
- 13 dicembre - Nikolaj Nikolaevič Duchonin, generale russo († 1917)
- 16 dicembre - Harry Dunkinson, attore statunitense († 1936)
- 16 dicembre - Friedrich Roselius, imprenditore tedesco († 1941)
- 16 dicembre - Rodolphe Seeldrayers, dirigente sportivo belga († 1955)
- 17 dicembre - Afrânio Peixoto, scrittore, storico e critico letterario brasiliano († 1947)
- 18 dicembre - Alimondo Ciampi, scultore italiano († 1939)
- 18 dicembre - Giulio Ingianni, militare e politico italiano († 1958)
- 19 dicembre - Carlo Gatti, musicologo e critico musicale italiano († 1965)
- 19 dicembre - Enrique Pla y Deniel, cardinale e arcivescovo cattolico spagnolo († 1968)
- 19 dicembre - Antoni Wilk, insegnante e astronomo polacco († 1940)
- 20 dicembre - Walter Sydney Adams, astronomo statunitense († 1956)
- 20 dicembre - Ettore Fabietti, bibliotecario e librettista italiano († 1962)
- 20 dicembre - Federico Ricci, politico italiano († 1963)
- 22 dicembre - Augustin Cochin, storico e sociologo francese († 1916)
- 22 dicembre - Georges Hatot, regista e sceneggiatore francese († 1959)
- 22 dicembre - Filippo Tommaso Marinetti, poeta, scrittore e drammaturgo italiano († 1944)
- 22 dicembre - Thomas Mofolo, scrittore lesothiano († 1948)
- 23 dicembre - Luigi Dommarco, poeta e paroliere italiano († 1969)
- 23 dicembre - Paul Kelly, mafioso statunitense († 1936)
- 23 dicembre - Franz Osten, regista e fotografo tedesco († 1956)
- 24 dicembre - Thomas Madsen-Mygdal, politico danese († 1943)
- 25 dicembre - Costante Adolfo Bossi, organista, compositore e insegnante italiano († 1953)
- 25 dicembre - Giuseppe De Luca, baritono italiano († 1950)
- 25 dicembre - Mohammad Ali Jinnah, politico pakistano († 1948)
- 25 dicembre - Natale Prampolini, ingegnere e politico italiano († 1959)
- 25 dicembre - Adolf Otto Reinhold Windaus, chimico tedesco († 1959)
- 27 dicembre - Giuseppe Petrelli, missionario italiano († 1957)
- 28 dicembre - Georg Leuchs, naturalista, medico e alpinista tedesco († 1944)
- 28 dicembre - Domenico Marzi, politico, avvocato e partigiano italiano († 1959)
- 29 dicembre - Pau Casals, violoncellista, compositore e direttore d'orchestra spagnolo († 1973)
- 29 dicembre - Nikolas Stam, missionario e vescovo cattolico olandese († 1949)
- 29 dicembre - Lionel Tertis, violista inglese († 1975)
- 30 dicembre - Silvestro Baglioni, fisiologo e politico italiano († 1957)
- 31 dicembre - Suzanne Hecht Pontremoli, collezionista d'arte francese († 1956)
- 31 dicembre - Alessandro Poss, imprenditore e politico italiano († 1957)

## Senza giorno specificato(78)
- Aaron Aaronsohn, agente segreto romeno († 1919)
- Jack Abernathy, poliziotto statunitense († 1941)
- Jerome Alexander, chimico statunitense († 1959)
- Giovanni Anfossi, geografo italiano († 1918)
- Émile Appay, pittore francese († 1935)
- Decio Bacchi, politico e sindacalista italiano († 1935)
- Agnes Baldwin Brett, numismatica e archeologa statunitense († 1955)
- Tryphosa Bates-Batcheller, cantante lirica statunitense († 1952)
- Richard Bell, arabista britannico († 1952)
- Angelo Bendinelli, tenore italiano († 1942)
- Carlo Boselli, ispanista e traduttore italiano († 1946)
- Nellie A. Brown, botanica statunitense († 1956)
- Martin Bugreiro, brasiliano († 1936)
- Giannino Camperio, dirigente sportivo, allenatore di calcio e calciatore italiano († 1913)
- Fernando Carpi, tenore italiano († 1959)
- Pietro Chini, pittore e decoratore italiano († 1952)
- Stefanos Christopoulos, lottatore e sollevatore greco
- Sarah Norcliffe Cleghorn, poetessa statunitense († 1959)
- Erik Christian Clemmensen, chimico danese († 1941)
- Luigi Conocchia, poeta italiano († 1906)
- Louie Cullen, attivista britannica († 1960)
- Primo Cuttica, attore italiano († 1921)
- Júlio Dantas, drammaturgo, poeta e politico portoghese († 1962)
- Şevket Dağ, pittore e politico turco († 1944)
- Rex De Rosselli, attore statunitense († 1941)
- Konstantinos Demertzis, politico greco († 1936)
- Ahmet Nuri Diriker, militare turco († 1951)
- Meir Dizengoff, politico russo († 1936)
- Olav Duun, scrittore norvegese († 1939)
- Alice Embleton, biologa, zoologa e attivista britannica († 1960)
- Osman Nuri Eralp, biologo e veterinario turco († 1940)
- Francesco Fabbri, pittore italiano († 1962)
- Filippo Fiorentini, ingegnere e imprenditore italiano († 1944)
- Marcello Firpo, poeta e scrittore francese († 1973)
- Nicola Fusati, tenore italiano († 1956)
- Adolfo Gandiglio, latinista italiano († 1931)
- Luigi Gerli, canottiere italiano († 1922)
- Pierre Hamp, scrittore francese († 1962)
- Gemma Harasim, pedagogista italiana († 1961)
- Max Hartmann, biologo tedesco († 1962)
- Sverre Helge Hassel, esploratore norvegese († 1928)
- Ellsworth Huntington, geografo statunitense († 1947)
- Herbert G. Jenkins, scrittore e editore inglese († 1923)
- Shalom K'oboshvili, pittore e artista georgiano († 1941)
- Constance Cornwallis-West, nobildonna britannica († 1970)
- Alessandro Lupo, pittore italiano († 1953)
- Ernestina Prola, pilota automobilistica italiana († 1954)
- Andrés Mack, calciatore australiano († 1936)
- John Mackin, attore e regista statunitense
- Domenico Mastroianni, pittore e scultore italiano († 1962)
- Harry Mestayer, attore statunitense († 1958)
- Andreas Michalakopoulos, politico greco († 1938)
- Myfit Libohova, politico e diplomatico albanese († 1927)
- Nicola V di Alessandria, vescovo ortodosso greco († 1939)
- Antonios Papaigannou, ginnasta greco
- Leo Petritsch, alpinista, speleologo e economista austriaco († 1905)
- Piede di Corvo, condottiero nativo americano († 1890)
- Alfredo Premoli, architetto italiano († 1967)
- Hans Heinrich Georg Queckenstedt, neurologo tedesco († 1918)
- Anna Suffía Rasmussen, educatrice e pedagogista faroese († 1932)
- Arturo Rocco, giurista italiano († 1942)
- Arthur Ruppin, filosofo e politico tedesco († 1943)
- Amy Sanderson, attivista scozzese († 1931)
- Paolo Savj-Lopez, filologo e saggista italiano († 1919)
- Nicola Serino, antifascista e sindacalista italiano († 1926)
- Agostino John Sinadino, poeta italiano († 1956)
- George Smith, tiratore di fune britannico († 1915)
- Vito Stassi, sindacalista e politico italiano († 1921)
- Alfred Sterry, avvocato e dirigente sportivo britannico († 1955)
- Percy Stow, regista inglese († 1919)
- Parikshith Thampuran, principe indiano († 1964)
- Luigi Toselli, militare italiano († 1941)
- Antonia Verocai Zardini, fotografa italiana († 1951)
- Luigi Villari, storico, viaggiatore e diplomatico italiano († 1959)
- Giorgio Zaninovich, ingegnere e architetto italiano († 1946)
- Nicola Zerola, tenore italiano († 1936)
- Guido Zuccaro, pittore italiano († 1944)
- Rashid II bin Ahmad Al Mu'alla, emiro († 1922)